# 兰吉拉诺
兰吉拉诺（義大利語：Langhirano），是意大利艾米利亚-罗马涅大区帕尔马省的一个市镇。总面积70.82平方公里，人口9714人，人口密度137.2人/平方公里（2009年）。ISTAT代码为034018。

## 友好城市
- 法國 卡瓦永
- 法國 埃斯帕利永
- 西班牙 陶斯特
- 義大利 诺韦